# Amakusanthura longiantennata
Amakusanthura longiantennata là một loài chân đều trong họ Anthuridae. Loài này được Nunomura miêu tả khoa học năm 1977.